# Liste des abbés d'Aurillac

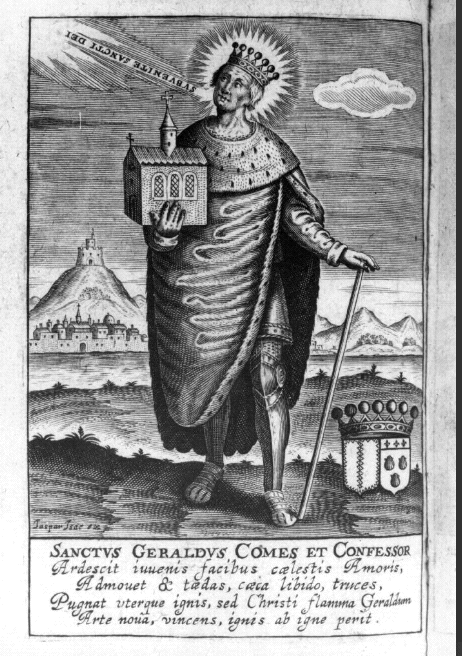
Saint Géraud avec les armoiries de l'abbaye et de la ville d'Aurillac.

L'abbaye d'Aurillac étant une abbaye chef d'ordre, dépendante directement du Saint-Siège, ses abbés exerçaient les fonctions d'un évêque; ils étaient mitrés et crossés.
Au temporel, les abbés d'Aurillac, qui étaient les héritiers du fief du comte Géraud et qui rendaient hommage directement au roi, étaient seigneurs d'Aurillac et de sa région, ils portaient le titre de comte.

## Premier abbé
Après qu'il eut fait don de tous ses biens à l'abbaye, Géraud prit les fonctions et le titre d'abbé, puis fit élire pour lui succéder un membre de sa famille, Adalgaire.

## Abbés élus

Armoiries de l'abbaye avec son cri.

Armoiries anciennes (jusqu'au XVe siècle).

1. 898-907 : Adalgaire, (Adalgarius), de la famille de Géraud, meurt avant lui. Moine de Vabres, fut le premier abbé d'Aurillac. Choisi par le fondateur lui-même, il paraît avoir mérité sa confiance ; ce fut lui que saint Géraud députa vers Charles le Simple pour en obtenir les lettres de sauvegarde dites Mandeburdum Regis Caroli, datées de Bourges le 4 des nones de juin, indiction 2[1]. L'abbé Adalgaire mourut avant saint Géraud.
2. 907 : Jean Ier, également de la famille de Géraud. Il est déjà abbé de l'Abbaye Sain-Martin de Tulle, lorsqu'il succède à Adalgaire, du vivant même du fondateur. Il avait fait don au monastère de Tulle de quelques héritages, à la charge de payer annuellement trois livres de poivre et de piment à l'abbaye d'Aurillac; il donna de plus à cette dernière abbaye cent manses ou hameaux. Cette donation, qui fut confirmée par le pape Jean X, dut être faite entre l'an 914 et l'an 928. Tout ce que nous savons de plus de cet abbé, c'est qu'il était fort aimé du pape, tant à cause de son rare savoir que pour sa piété.
3. 920 : saint Odon de Cluny, on croit que ce grand homme était de la maison de Mercœur; il signa une fondation faite à l'abbaye d'Aurillac par le bienheureux Pons de Tournemire. Saint Odon écrivit à Aurillac la vie de saint Géraud. Il fut ensuite abbé de Cluny, et de l'abbaye Saint-Pons de Saint-Pons-de-Thomières en 940. Il serait mort vers 942-944.
4. 926 : Arnulphe (926 - vers 940), coadjuteur d'Odon, fonde en 936 à la demande de Raymond III comte de Toulouse un monastère à Saint-Pons-de-Thomières en 938, il rétablit le monastère de Cameri dit Saint Théofred en Velay près du Puy.
5. 940 : Adralde Ier, (vers 940-970), fonde le monastère de Capdenac. L'église abbatiale étant devenue trop petite, il jeta les fondements de la nouvelle église.
6. 970 : Géraud Ier de Saint-Céré (vers 970-987) termine la construction de la deuxième église abbatiale qui est dédiée en 972, reconstruit l'église Saint-Étienne qui avait été fondée par le père de Géraud. Il s'assure la protection de seigneurs laïcs en recommandant 10 000 manses au comte de Turenne et au vicomte de Carlat ainsi qu'à d'autres seigneurs du Quercy, mais tous ceux-ci se contentèrent de spolier l'abbaye. Il se repentit, dit-on, plus tard de cette mesure, peut-être peu volontaire; mais, il n'eut qu'à se louer d'avoir affranchi, dans les domaines de l'abbaye, un nombre considérable de serfs, et d'avoir été le premier maître de Gerbert d'Aurillac. Il est dénommé Gérauld de Sainte-Sève par J.Henri Pignot[2].
7. 987 : Raymond de Lavaur (-1010), fut l'écolâtre de Gerbert d'Aurillac. Nous avons le testament d'une comtesse Aldogarde, du 4 avril 988, qui donne, au monastère d'Aurillac et à l'abbé Raymond, plusieurs monastères et des propriétés considérables dans le Poitou. Raymond remit à l'abbé de Tulle les trois livres de poivre et de piment que son abbaye devait à celle d'Aurillac par suite de la donation de l'abbé Jean Ier. Nous avons quelques lettres de Gerbert à l'abbé Raymond; elles prouvent la vive affection et la reconnaissance du disciple, et en même temps le mérite réel et la science profonde du maître qui eut le malheur de survivre longtemps à l'élève chéri qui faisait sa gloire. Raymond mourut en 1010, et fut enseveli sous un arceau à la droite du grand portail de l'église.
8. 1010 : Adralde II de Saint-Christophe (-1039) ou Adroalde. Membre de la noble famille de ce nom, éteinte depuis le XVe siècle. Il fut obligé de recourir au pape pour contraindre le vicomte de Carlat à lui rendre hommage des terres que Géraud de St-Céré lui avait inféodées. La mère d'Adroalde était fort riche; il employa les trésors qu'elle avait amassés à l'ornement de son église; il fit faire, entre autres choses, une statue d'or de saint Géraud et un autel d'argent, enrichi de pierres précieuses. De son temps une comtesse de Narbonne, peut-être Richarde, veuve de Raymond II, vint visiter le monastère d'Aurillac, et lui fit hommage d'un calice de cristal d'un travail précieux. Léon, abbé de l'Abbaye Saint-Magnus de Fondi, dans le royaume de Naples, et évêque de Gaète, vint aussi à Aurillac, et, du consentement de l'abbé et des moines, il se renferma sous une des voûtes, et y exerça, jusqu'à sa mort, la plus austère pénitence. En 1031 le roi Robert II le Pieux (v.972-1031), vint aussi en pèlerinage à Aurillac pour y visiter les reliques de saint Géraud et le berceau de Gerbert, dont il avait été le disciple. Adroalde fut inhumé auprès de Géraud de Lavaur, on ne sait pas en quelle année, mais aux alentours de 1040
9. 1039 : Géraud II du Bex ou Géraud II de Vaxia . Cet abbé suivit pas les traces de ses prédécesseurs; il relâcha la discipline ecclésiastique, laissa occuper les biens du monastère par Géraud de Cabrières et autres seigneurs qui s'emparèrent de plusieurs de ses châteaux. Cet abbé fut aussi enterré près de Raymond de Lavaur, les pieds tournés vers les murs de l'église[3].
10. Géraud III de Caussade, s'empara du titre sans élection canonique. Il mit au pillage, les trésors de l'abbaye, aucun auteur n'osant publier les actes de son administration, il mourut misérable un 17 juin sans précision de l'année[3],[4]
11. Géraud IV de Capdenac.
12. Pierre Ier de Limagne.
13. Émile (vers 1061-1074).
14. Pierre II de Césières (-1107).
15. Gosbert (-1134).
16. Pierre III de La Roque d'Aton (-1129).
17. Pierre IV d'Alzon.
18. Gaucelin d'Alzon.
19. 1141 : Guillaume Ier (1141-1144).
20. 1144 : Ebles (1144-1167).
21. 1167 : Pierre V Brun (1167-1195).
22. 1195 : Guillaume II (1167-1203).
23. 1203 : Ramnulphe (1203-1204).
24. 1204 : Géraud V de Cardaillac (1204-1233) (Famille de Cardaillac (Cardaillac)).
25. 1233 : Bertrand Ier (1233-1252).
26. 1252 : Aymard de Valette (1252-1262), fils de Fortanier (1145-1195), seigneur de Cuzoul, et d'Alixand de Najac. D'abord célérier de l'abbaye, il est ensuite nommé abbé de Figeac par l'abbé de Cluny, puis est élu abbé d'Aurillac.
27. 1262 : Guillaume III Arnaud (début du conflit entre l'abbé et les consuls).
28. 1291 : Pierre VI de Malfayde.
29. 1303 : Draconnet de Montauban (-1311) En 1303, il reçoit l'hommage d'Astorg d'Orlhac pour la châtellenie de Laroquevieille. Sous son abbatiat, Guillaume de Baufet, devenu 86e évêque de Paris, écrit aux consuls pour qu'ils lui prêtent 2 000 livres pour son installation.
30. 1311 : Guillaume IV. Sous son abbatiat, une bulle du pape Clément V autorise les abbés à célébrer la messe en habit pontifical. Il refuse l'érection d'Aurillac en diocèse. Le siège épiscopal est installé à Saint-Flour.
31. 1320 : Archambaud. Déjà évêque d'Auvergne lors de son élection, les consuls refusent son entrée en habit pontifical dans la ville, disant que la cité de Saint Géraud est de nul ressort et dépend du Saint-Siège. Porte trois lions couronnés dans ses armes.
32. 1335 : Guillaume V d'Angles de Montjoly à Saint-Martin-Valmeroux.
33. 1340 : Aymeric de Montal, fils de Bertrand, seigneur de Laroquebrou et de Gaillarde de Sévérac (-13 juillet 1356/) Ratifie la IIIe Paix d'Aurillac le 3 mai 1347.
34. 1356 : Pierre VII de Saint-Exupéry (-1407).
35. 1424 : Bertrand II de Saint-Beauzire.
36. 1440 : Hugues de Roche d'Agoux.
37. 1464 : Jean II d'Armagnac de Pardiac (-1493), fils de Bernard VIII, comte de Pardiac, et d'Éléonore de Bourbon, comtesse de La Marche, évêque de Castres, 38e abbé. Est le frère de Jacques d'Armagnac, duc de Nemours (1433-exécuté à Paris en 1477).
38. 1489 : Pierre VIII de Balzac (né à Aurillac -1495).
39. 1490 : Gratien de Villeneuve.
40. 1499 : Antoine II de Cardaillac.
41. 1502 : Charles Ier de Saint-Nectaire.
42. 15?? : cardinal Jean III de Lorraine.
43. 1530-1543 : Jean de Cardaillac-Saint-Cirq, abbé commendataire de Belleperche depuis le 14 octobre 1485. Fait son entrée solennelle à Aurillac en 1530, effectue de gros travaux sur l'église et fait fabriquer un reliquaire d'argent pour les reliques de saint Géraud. Mort le 28 novembre 1543, il est inhumé dans l'abbatiale de Belleperche[5]
44. 1550 : cardinal Augustin Spinola.
45. 1556 : Charles II de Saint-Martin.
46. 1559 : Charles III de Saint-Nectaire (1492-1559/), abbé de Monestier et de Saint Chaffre, fait construire un bâtiment.
47. 1560 : Antoine III de Saint-Nectaire (1524-1593), fils de Nectaire et de Marguerite d'Estampes, élu évêque Le Puy (en 1561). Prend les dispositions pour que l'abbaye soit mise en commende.

## Abbés commendataires
1. 1561 : Martin Fournier de Beaune-Semblançay (-1578).
2. 1565 : Guillaume VI Viole (ca1515-), évêque de Paris.
3. 1568 : cardinal Louis Ier Pisani.
4. 1570 : Paul de Foix.
5. 1578 : cardinal Georges d'Armagnac.
6. 1585 : Philippe des Portes.
7. 1603 : cardinal François de Joyeuse (1562-1615).
8. 1615 : Pierre IX de Réveilles.
9. 1616 : Charles IV de Noailles (Château de Pénières à Montvert en 1589 - Rodez 1648), évêque de Saint-Flour (1609-1646), évêque de Rodez (1646-1648), député aux États généraux de 1614.
10. 1648 : Louis II Barbier de La Rivière, fondateur du couvent de la Visitation avec le duc de Noailles.
11. 1670 : Hercule de Mauziéri.
12. 1679 : cardinal Léon Potier de Gesvres.
13. 1744 : Jean V Sébastien François de Barral (1710-1773), fils de Joseph et de Marie-Françoise Blondel, président au parlement de Grenoble, marquis de La Bastie-Avillard, évêque de Castres. Il fit l'acte d'abandon des justices qui appartenaient à l'abbé sur les territoires d'Aurillac, du Bex et de Belliac qui furent réunies au bailliage royal d'Aurillac.
14. 1752 : Claude-Mathias-Joseph de Barral (1714-1803), frère du précédent, évêque de Troyes.
15. 1787 : Jacques de Cambefort de Serieys (décédé le 15 janvier 1789 au palais abbatial), fils de Jean de Cambefort et de Marguerite Chastelain. Fut prieur royal de Maintenon, et chapelain de la Maison de Noailles.